# Pikmin 3
Pikmin 3 (jap. Originaltitel: ピクミン3, Hepburn: Pikumin Surī) ist ein Videospiel des japanischen Herstellers Nintendo und der dritte Teil der Spieleserie Pikmin. Das Strategiespiel wurde erstmals auf der Spielemesse E3 in Los Angeles im Jahr 2008 angekündigt und hauptsächlich von Nintendo EAD entwickelt. Es ist der direkte Nachfolger von Pikmin 2, welches ursprünglich auf dem Nintendo GameCube erschien.
Pikmin 3 erschien in Europa am 26. Juli 2013 für die Spielkonsole Wii U. Am 30. Oktober 2020 erschien eine um neue Inhalte erweiterte Version des Spiels mit dem Titel Pikmin 3 Deluxe für die Nintendo Switch.

## Handlung
Die drei Astronauten Charlie, Alph und Brittany werden aufgrund von Nahrungsmittelknappheit von ihrem Heimatplaneten Koppai losgeschickt, um Nahrung zu finden. Sie finden auf dem Planeten PNF-404 (eine Anspielung auf den HTTP-Statuscode 404 – Page Not Found) eine ausreichende Menge an Früchten. Kurz vor ihrer Landung gerät ihr Raumschiff, die Drake, außer Kontrolle und die drei Raumfahrer werden auf dem Planeten verteilt. Zu Beginn muss der Spieler die drei Astronauten wieder zusammenbringen. Es beginnt mit Charlie, der in einem Schneegebiet auf die gelben Pikmin trifft, aber in einer dunklen Höhle von einer unbekannten Kreatur attackiert wird. Der Spieler wechselt zu Alph, welcher mit Hilfe der roten Pikmin die Drake finden kann und sich auf die Suche nach seinen Kameraden macht. Im Verlauf des Abenteuers finden sich die Astronauten wieder, treffen auf neue Pikmin-Arten und reisen durch insgesamt fünf verschiedene Gebiete. Es gilt nicht nur Früchte zu finden, sondern auch den Überlicht-Schlüssel der Drake, den sie benötigen, um mit Lichtgeschwindigkeit wieder zurück nach Koppai fliegen zu können.
In den verschiedenen Gebieten sind Früchte verteilt, die es zu sammeln gilt. Das Spiel ist in Tage aufgeteilt, die jeweils 13 Minuten dauern. Im Spiel sind 66 Früchte zu finden, welche unterschiedliche Mengen an Nahrung geben, die insgesamt für 100 Spieltage ausreichen.

## Mehrspielermodi
In Pikmin 3 sind zwei verschiedene Mehrspielermodi verfügbar, die jeweils von zwei Spielern gespielt werden können.

### Bingo-Duell
Im Bingo-Duell versuchen zwei Spieler Früchte und besiegte Gegner zu sammeln, um eine Reihe auf einer Bingo-Karte zu vervollständigen. Insgesamt stehen hierbei zwölf spielbare Weltkarten zur Verfügung. Diese werden zum Teil zufallsgeneriert, weshalb also immer andere Früchte und Gegner im Spiel vorkommen.

### Missionsmodus
Im Missionsmodus stehen drei verschiedene Arten von Herausforderungen zur Verfügung: das Früchtesammeln, das Besiegen von Kreaturen und das Besiegen von Bossgegnern in einer vorgegebenen Zeit. Diese Missionen lassen sich mit der Zeit freischalten. Für jede Herausforderung erhält der Spieler eine bestimmte Anzahl an Punkten und Medaillen. Mit diesen kann er sich auf einer Online-Rangliste mit anderen Spielern vergleichen. Dieser Modus ist auch allein spielbar.

## Rezeption
Das Spiel wurde hauptsächlich gut bis hervorragend bewertet. Es wird vor allem auf die gute Einbindung des Wii U GamePad hingewiesen sowie auf die gute Umsetzung des Mehrspielermodus. Ein Kritikpunkt ist, dass es keinen Online-Modus gibt. Das Official Nintendo Magazine vergab für den Titel eine Wertung von 90 %.
Die Rezensionsaggregator-Website Metacritic hat für den Titel aus 77 Kritiken einen Wertungsdurchschnitt („Metascore“) von 87 von 100 Punkten ermittelt.

## Pikmin 3 Deluxe
Am 5. August 2020 wurde eine Neuveröffentlichung des Spiels unter dem Namen Pikmin 3 Deluxe angekündigt. Diese erschien am 30. Oktober 2020 für die Nintendo Switch. Die Deluxe-Version fügt dem Spiel neue Inhalte und neue Schwierigkeitsgrade hinzu. Die Handlung wird um neue Prolog- und Epilog-Kapitel ergänzt, in denen der Spieler in die Rolle der Protagonisten aus Pikmin 2, Captain Olimar und Louie, schlüpft. Zudem lässt sich der komplette Abenteuermodus nun mit einem zweiten Spieler im Koop-Modus spielen.

## Nachfolger
Im September 2015 wurde bestätigt, dass sich ein Nachfolger in Entwicklung befindet, der schließlich unter dem Namen Pikmin 4 am 21. Juli 2023 erschienen ist.